# Межирічанська сільська рада
Межирічанська сільська рада — колишній орган місцевого самоврядування у Сокальському районі Львівської області. Адміністративний центр ради — село Межиріччя.

## Загальні відомості
Водоймища на території, підпорядкованій даній раді: річки Західний Буг, Рата.

## Населені пункти
Сільській раді підпорядковані населені пункти:
- с. Межиріччя
- с. Бендюга

## Склад ради
Рада складалася з 16 депутатів та голови.

### Керівний склад попередніх скликань
| ПІБ                   | Основні відомості                                                               | Дата обрання | Дата звільнення |
| --------------------- | ------------------------------------------------------------------------------- | ------------ | --------------- |
| Сироїд Іван Дмитрович | Сільський голова, 1959 р.н., освіта                                             | 26.03.2006   | 31.10.2010      |
| Сироїд Іван Дмитрович | Сільський голова, 1959 р.н., освіта вища, член політичної партії «Наша Україна» | 31.10.2010   |                 |

Примітка: таблиця складена за даними джерела